# Вюстит
Вюстит — рідкісний мінерал із класу мінералів «оксидів і гідроксидів» із хімічним складом FeO і, отже, хімічно кажучи, оксид заліза (II).
Вюстит кристалізується в кубічній кристалічній сингонії та переважно розвиває кірки, міжкристалічні заповнення та масивні агрегати, які мають металевий блиск. Він непрозорий у будь-якій формі та має коричневий і чорний колір при денному світлі. Однак у відбитому світлі він виглядає сірим.

## Інтернет-ресурси
- Mineral Data Pub. PDF file Accessed 3/5/2006
- Euromin Accessed 3/5/2006
- Wüstite on Mindat.org Accessed 3/5/2006
- Webmineral data Accessed 3/5/2006